# Stanisław Franciszek Tarło
Stanisław Franciszek Tarło herbu Topór (zm. w 1721 roku) – marszałek nadworny koronny w 1707 roku z nominacji Stanisława Leszczyńskiego, kuchmistrz koronny w latach 1699–1721, pułkownik wojska powiatowego województwa krakowskiego w 1705 roku.

## Życiorys
Poseł na sejm 1701 roku i sejm z limity 1701-1702 roku z województwa krakowskiego. W styczniu 1702 roku podpisał akt pacyfikacji Wielkiego Księstwa Litewskiego. W 1705 roku potwierdził pacta conventa Stanisława Leszczyńskiego.
Ojciec Antoniego.